# توپاسیو فرش
توپاسیو فرش (به انگلیسی: Topacio Fresh)(زاده ۲۶ دسامبر ۱۹۷۳) بازیگر آرژانتینی است.
او یک زن ترنس است.